# Haus der Deutschen Erziehung

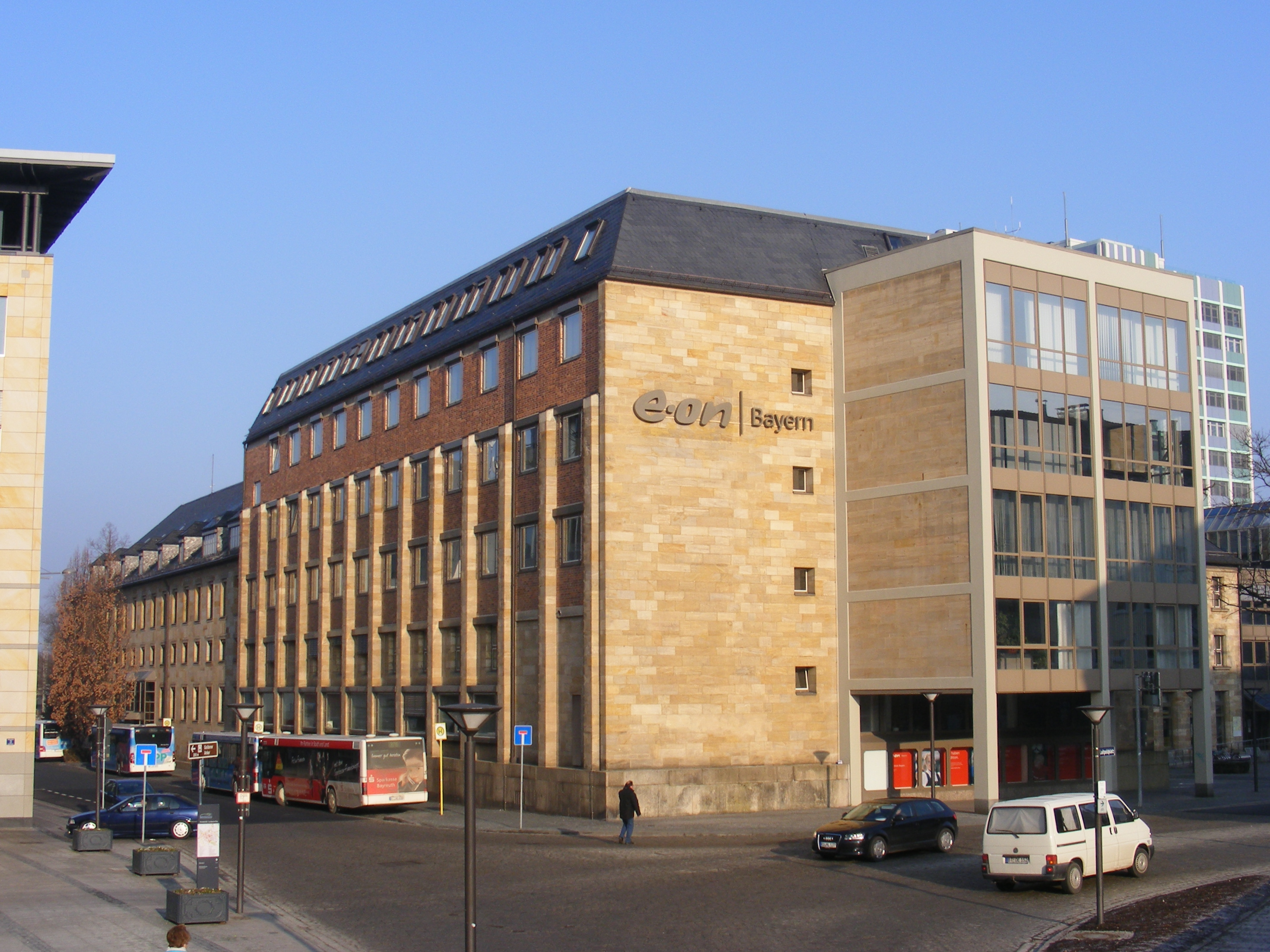
Das Gebäude im März 2011

Das Haus der Deutschen Erziehung in Bayreuth war Sitz der Verwaltung und Schulungszentrum des Nationalsozialistischen Lehrerbunds (NSLB). Heute beherbergt es die Regionalleitung für Oberfranken des Bayernwerks, Eigentümer des Gebäudes ist das Bayernwerk.

## Lage
Der Bau steht mit der Anschrift Luitpoldplatz 5 in der Innenstadt an der Kanalstraße und am La-Spezia-Platz. Bei der Errichtung wurde ein Abschnitt des Mühlkanals – eines Seitenarms des Roten Mains – überbaut.

## Geschichte
Das Haus der Deutschen Erziehung war das beherrschende Bauwerk unter den Neubauten des „Dritten Reichs“ in der Stadt. Die Grundsteinlegung erfolgte am 24. September 1933 durch Hans Schemm, den Reichswalter des NSLB, Kultusminister Bayerns und Gauleiter des Gaues Bayerische Ostmark. Seitens der NSDAP erfolgte die Auflage, den Erdaushub von Hand ausführen zu lassen, um möglichst viele Arbeitslose öffentlichkeitswirksam zu beschäftigen. Die notwendige Umleitung des Mühlkanals erforderte letztlich aber doch den Einsatz eines Baggers. Finanziert wurde der Bau durch Zwangsabgaben der NS-Lehrerschaft.
Am 8. Dezember 1934 wurde das Richtfest gefeiert. Die Fertigstellung war 1936; anlässlich der Reichstagung des NSLB fand am 12. Juli 1936 die Einweihung statt, zu der rund 30.000 Lehrkräfte nach Bayreuth kamen. Architekt des Gebäudes war Hans Reissinger, der auch andere Großprojekte in der Stadt entwarf. In der Umgebung der markgräflichen Bauten wirkte das Gebäude als „brutaler architektonischer Fremdkörper“.
Das dominierende Hauptgebäude, ein Stahlskelettbau, wies eine Rhätsandsteinfassade und ein überdimensionales, schiefergedecktes Walmdach auf. Adolf Hitler, dem die fensterlose Fassade nicht gefiel, sah beim Vorbeifahren am Haus der Deutschen Erziehung anfangs demonstrativ zur anderen Straßenseite. Zwei Wochen nach dessen Einweihung besichtigte er in Begleitung von Joseph Goebbels, Albert Speer und dem örtlichen Gauleiter Fritz Wächtler das Innere des Hauses. Goebbels notierte in seinem Tagebuch, es sei ein schauriger, stilloser Kasten ohne Zweck und Sinn.
Der bedeutendste Raum war die sakral wirkende „Weihehalle“, auch als „Ehrenhalle für die Deutsche Mutter“ bezeichnet. Sie wurde von Reissinger nach den Vorstellungen Schemms als eine Art Sakralbau gestaltet. An ihren Stirnseiten standen ein mehrere Meter hohes Standbild von Willi Hoselmann, das eine Frau mit drei Kindern darstellte, und gegenüber – über dem Eingangstor – eine große Orgel. Das Standbild spiegelte das frauenpolitische Programm des Nationalsozialismus, des NSLB und der NS-Frauenschaft künstlerisch wider. In halber Höhe ließ Schemm an der rechten Wand eine Art Kanzel anbringen, von der aus er nach der Fertigstellung des Gebäudes seine Reden halten wollte.
Am Faschingsdienstag des Jahres 1935 starb Schemm nach einem Flugzeugabsturz. Die Trauerfeier wurde durch Hans Reissinger unter Teilnahme Hitlers im Haus der Deutschen Erziehung als Staatsakt aufwendig inszeniert. Der Platz vor dem Haus (und damit die Anschrift des Gebäudes) wurde in Hans-Schemm-Platz umbenannt. Im Gebäude wurde ein Gedächtnisraum für Schemm eingerichtet, in dem u. a. Teile des verunglückten Flugzeugs ausgestellt waren. Der in der „Weihehalle“ vorgesehene Gruftraum für ihn wurde nicht vollendet, sein bereits fertiggestellter Sarkophag blieb leer. Die Kanzel wurde noch im selben Jahr wieder abgebrochen.
Geraume Zeit nach Schemms Tod wurde in der Weihehalle die „sonntägliche Feierstunde“ eingerichtet. Zunächst war sie weitgehend musikalisch geprägt; die NSDAP wollte sich so – mit viel klassischer Musik – als Kulturträger empfehlen. Die Zahl der Zuhörer ließ noch 1938 offenbar zu wünschen übrig. Nach dem Beginn des Zweiten Weltkriegs wurden die Besucher immer unverhohlener auf Krieg, Kampf und Opfertod eingestimmt, und die klassische Musik wurde immer mehr zum Rahmen der Durchhalte-Propaganda. Um einen offenen Konflikt mit den Kirchen zu vermeiden, wurden die Veranstaltungen zeitlich von den Gottesdiensten abgesetzt. Bald brauchten sich die Parteifunktionäre um ein volles Haus nicht mehr zu sorgen: Soldaten, Hitlerjungen und BDM-Mädchen marschierten kolonnenweise in die Partei-Kathedrale am Luitpoldplatz. Die örtliche Tageszeitung schrieb von einer „gern geliebten Sonntagsgewohnheit für eine große Zahl von Volksgenossen“.
Bereits im ersten Winter des Zweiten Weltkriegs wurden Bayreuths Schulen wegen Kohlemangels ab Januar 1940 monatelang geschlossen. Die Weihehalle des Hauses der Deutschen Erziehung wurde als Ausweichquartier für einen „provisorischen Unterricht“ für Volks- und Mittelschulen ausersehen. Im Keller des Gebäudes richtete Fritz Wächtler, Schemms Nachfolger als Gauleiter, seinen „Gaubefehlsstand“ ein. Für drei gefallene HJ-Führer fand am 3. März 1945 in der Weihehalle letztmals eine Gefallenen-Ehrenfeier statt.
Bei der dritten Bombardierung der Stadt im Zweiten Weltkrieg am 11. April 1945 wurde auch das Haus der Deutschen Erziehung durch die Royal Air Force beschädigt. Nach dem Krieg erfolgte von 1947 bis 1950 ein Umbau und damit eine Entmonumentalisierung durch den Architekten Franz Hart, wobei das Walmdach nicht wiederhergestellt wurde. Der ursprüngliche Architekt Reissinger war dadurch zu dem Kommentar veranlasst, eine Bauidee sei damit vernichtet worden.
In der Nachkriegszeit wurde das Gebäude von der 1914 in Bayreuth gegründeten Bayerischen Elektricitäts-Lieferungs-Gesellschaft AG (BELG) genutzt, da deren 1925 vollendetes Verwaltungsgebäude am Josephsplatz 3 im April 1945 zerstört worden war. Diese präsentierte in einem ihrer Schaufenster Ende März 1956 erstmals in der Stadt Fernsehempfang.
In der Gegenwart ist das ehemalige Haus der Deutschen Erziehung ein Verwaltungsgebäude des E.ON-Konzerns.